# Braunlauf (localité)
Pour les articles homonymes, voir Braunlauf.
Braunlauf (en luxembourgeois : Bronglëf) est un village de la commune belge de Burg-Reuland situé en Communauté germanophone de Belgique et Région wallonne dans la province de Liège.
Avant la fusion des communes de 1977, Braunlauf faisait partie de la commune de Thommen.
Le village compte 230 habitants.

## Situation et description
Braunlauf est implanté dans un vallon arrosé par la Braulauf alors au début de son cours. Ce petit village ardennais se trouve au milieu de prairies bordées de haies ou d'alignements d'épicéas. L'ancienne voie ferrée de la ligne 163 entre Gouvy et Saint-Vith passait au nord-ouest du village.
Le village se situe entre les localités de Crombach (commune de Saint-Vith), Weisten, Grüfflingen et Maldingen.
L'altitude du village avoisine les 455 m (à la chapelle).

## Patrimoine
La chapelle Saint Joseph (St. Joseph Kapelle) a été construite en 1966 dans un style contemporain. Le clocher en pierres de schiste est isolé du reste de l'édifice. La flèche à quatre pans est acérée. La chapelle a été dessinée par l'architecte M. Roert de Gouvy et inaugurée par l'évêque de Liège Guillaume-Marie van Zuylen.
Au sud du village, se trouve le tumulus de Hochtumsknopf.

## Activités
Braunlauf possède une école communale